# Te veo
Te veo (título original: I See You) es una película estadounidense de 2019 dirigida por Adam Randall y protagonizada por Helen Hunt, Owen Teague, Jon Tenney, Judah Lewis y Libe Barer. Estrenada en el Festival South by Southwest en marzo de 2019, ha cosechado en general reseñas positivas. En abril de 2021 fue añadida al catálogo de la plataforma Netflix.

## Sinopsis
Un joven de diez años desaparece misteriosamente mientras va en bicicleta por el bosque. Greg Harper, detective que está llevando el caso, tiene que enfrentar además la infidelidad de su esposa y la rebeldía de su hijo, mientras se entera de una enigmática presencia que acecha en su propia casa y que desencadena una serie de eventos extraños en su familia.

## Reparto
- Helen Hunt es Jackie Harper
- Jon Tenney es Greg Harper
- Judah Lewis es Connor Harper
- Owen Teague es Alec
- Libe Barer es Mindy
- Gregory Alan Williams es Spitzky
- Erika Alexander es Moriah Davis
- Allison King es Grace Caleb
- Sam Trammell es Todd
- Jeremy Gladen es Tommy Braun

## Recepción
Te veo ha recibido en general críticas positivas. En Rotten Tomatoes cuenta con una aprobación del 79% basada en 42 reseñas. Kevin Maher de Times elogió a Adam Randall al afirmar que su mayor logro «es la forma en que cambia el énfasis narrativo, a menudo a través de giros argumentales, menores y mayores». Para Dennis Harvey de la revista Variety se trata de «un espeluznante ejercicio de suspense que empieza pareciendo un cuento sobrenatural, una de las varias presunciones del espectador que esta narrativa ingeniosamente diseñada acaba por desvelar». Según Henry Stewart de Slant Magazine, «el tono de la película es extremadamente espeluznante, con movimientos de cámara inquietantes, imágenes impactantes, montajes abruptos y una banda sonora delicadamente siniestra».